# Helige Konstantins och Helenas kyrka, Flotskoe
Helige Konstantins och Helenas kyrka ligger i byn Flotskoe i området Balaklava i Sevastopol på Krim.

## Kyrkobyggnaden
Konstantin och Helenas kyrka uppfördes år 1775. Under Krimkriget 1853-1856 förstördes kyrkan, men redan år 1856 blev den reparerad och återinvigd. På 1920-talet blev kyrkan ombyggd till biograf och klubb. Men på 1990-talet genomfördes  en restaurering och bygganden blev åter kyrka. År 2006 uppstod sprickor till följd av sprängningar utförda av Balaklavas gruvförvaltning. Numera är kyrkan reparerad.
Till sin konstruktion är kyrkan en enskeppig basilika vars ingång är dekorerad med en portik och en triangulär fronton.